# 三重テレビナイター
三重テレビナイター（みえテレビナイター）は、三重テレビ放送のプロ野球中継の中継タイトル（年に1回シーズン前に、中日新聞社から発売されるファンブックなどに掲載されている広告には、「DragonsNighterドラゴンズナイター（西暦年）」と記載されていることもある）。

## 番組の歴史・番組概要・放送体制

### 番組の歴史
三重テレビはキー局を持たない独立局であったため、ネットワーク関係がなく設備不足などで自社制作番組もままならないことから、開局当初から慢性的なコンテンツ不足に悩まされていた。そこで開局当初は同じくキー局を持たないサンテレビ制作の阪神甲子園球場における阪神タイガース戦（「サンテレビボックス席」）をネットしていた。サンテレビは当時の民放では珍しいプロ野球ナイター完全中継を行っており、三重テレビとしても地元エリアの中日ドラゴンズ主催試合を完全生中継したいという思惑があったが、開局して間もない三重テレビには球団側が放送権を分配してくれなかった。そこで資本関係があった中日系列の東海テレビの協力（委託製作）によって中日ドラゴンズ主催ゲームの一部放送権を譲渡してもらい、中日ドラゴンズ主催ゲームのナイター完全生中継が実現。結果として多くの視聴者を呼び込むこととなった（三重テレビ放送社史参考）。
後述の通り近年では、中日新聞朝刊三重版（伊賀版、紀州版を除く）と同夕刊にてテレビ番組欄の同局番組表のスペースを利用して、次回以降の三重テレビナイター放送予定を掲載している。他局のように中継する試合の見どころは掲載されない。

### 番組概要・放送体制
- 三重テレビは中日主催試合のうち、東海テレビやCBCテレビが放映権を持ちながら編成の都合上中継できないゲームを制作協力する形で年10試合前後中継している[2]。セ・パ交流戦のうち、埼玉西武ライオンズ戦はテレ玉 (テレ玉) 、千葉ロッテマリーンズ戦はチバテレ にも送り出している。
  - サンテレビは2005年までは阪神タイガース戦をネット受けしていたが、2006年以降はナゴヤドームから自社制作している。また、東海テレビ、CBCテレビ、テレビ愛知が放映権を持っていても、関西地区の系列局である関西テレビ･毎日放送･テレビ大阪が放送しない場合はサンテレビが自主制作する場合がある（火曜のナイターはテレビ大阪が自主制作で放送することが多い）。
  - 1983年のテレビ愛知開局以前、東京12チャンネル（現:テレビ東京）へ番組を配給していた。[3]
  - また、東海テレビが制作協力している事情もあってか、かつて当番組がオープニングタイトルを「○曜ナイター」としていた頃は、同時期に東海テレビが使用した「○曜ナイター」のオープニングタイトルのロゴと、同一のものを使用していた。
- 1979年4月10日～2004年度までは「近鉄エキサイトアワー」として大阪近鉄バファローズ戦も放送していたことがある。
- ビジターのゲームについてはサンテレビ、テレ玉、チバテレからネット受けして放送する（在名各局が中継する場合は放送しない場合もある）。過去については後述。
- 1988年5月19日から数年間、ナイターFAX応援として視聴者からのメッセージコーナーを行っていた。
- 2007年4月より東海テレビがハイビジョン制作されるのにあわせて、三重テレビでもドラゴンズのホームゲームのみハイビジョン化された（なおハイビジョン制作表示は、制作局の東海テレビのものを使用）。ビジターの試合も2007年度から徐々にハイビジョン放送されている。ただし、TOKYO MX制作の試合のみ2010年度まで4:3の標準画質（回線の問題ではなく、TOKYO MX側が標準画質で中継を行っていたからである）だったが、2011年度よりハイビジョン制作となった。

## 中継されるビジターゲーム

### 現在
阪神タイガース、オリックス・バファローズ戦
- サンテレビ制作（「サンテレビボックス席」）。主に水曜日（以前は日曜日も[4]）の阪神主催試合は朝日放送テレビが制作にかかわるため原則として放送なし。
  - オリックス主催[5]は2016年から対阪神戦（朝日放送テレビ制作トップ&リレーを含む。自社制作は2019年に実施）を除いて自社制作から撤退している。
    - 過去のオリックス戦では中日が関与しない試合をネット受けしたことがある（前身の阪急時代を含む）。

  - 過去の阪神・阪急戦では西京極球場での開催時にKBS京都制作（KBS京都エキサイトナイター）となることもあった。

広島東洋カープ戦
東海テレビのアナウンサーと解説者による自社制作。基本は現地からの放送だが、過去にはテレビ新広島からのネット受けもあり。
東京ヤクルトスワローズ戦
埼玉西武ライオンズ戦
- テレ玉制作（「TVSライオンズアワー」）、交流戦

千葉ロッテマリーンズ戦
- チバテレ制作（「マリーンズナイター」）、交流戦

※基本は対中日戦だが、地理的なこと（三重県が東海地方と関西地方の中間地点に位置する）や三重テレビのプロ野球中継の歴史からか、過去には近鉄バファローズ主催ゲームをネット受けしていた（後述）。現在でも年に数回程度、サンテレビから阪神対中日戦以外の阪神戦（ヤクルト・DeNA・広島主催試合含む）をネット受けする場合がある。また2008年度は中日戦以外の阪神戦の増加やテレ玉から「西武対巨人」の試合をネットするなど、東名阪ネット6のつながりと思われる中継カードが多くなった。
※これらのネット局が放送している場合でも、在名他局がビジター中継を行なっている場合はネットしない場合がある。一方ネット受けする場合は、制作局がサブチャンネルでも三重テレビではメインチャンネルでの放送とする場合がある。
※原則デーゲームは中継しないため、その年の日程によって放送数にばらつきがある。

### 過去
東京ヤクルトスワローズ戦
- TOKYO MX制作。年によってデーゲームをナイター中継枠で録画中継することもあったほか、地方球場で開催される試合も放送されることがあった。2006年以降のネット受けは、三重テレビとぎふチャンにネットされる対中日戦のみの放送となった（年度によってない場合があった）。
- 過去にはtvk制作でも対中日・阪神戦などが放送されることがあった。
- 2013年以降、MXのプロ野球中継が球団制作（実況はFOX SPORTS→BSスカパー!向けと別に配置。名目上はMX制作扱い）の福岡ソフトバンクホークス主催試合[6]に特化したものとなり、（交流戦のソフトバンク対ヤクルト戦を除いて）ヤクルト戦の中継を行わなくなったため、この年よりMXからのネット受けは行われていない（交流戦のソフトバンク対中日戦もネット受けした実績がない）。ただし、ヤクルト対阪神戦のみは、前述のようにサンテレビ制作で引き続き放送されている。

横浜ベイスターズ（現：横浜DeNAベイスターズ）戦
- テレビ神奈川制作、ただし近年はTBS及び球団が制作に関与した中継（TBSテレビが制作した球団公式映像を購入し、その映像を使用した中継）が増加し、tvk完全自社制作の中継が減少したため、2006年以降はサンテレビ制作の対阪神戦を除いて行われていない（ハイビジョン化以降はすべて球団公式映像を購入して中継を行っている）。

大阪近鉄バファローズ戦（オープン戦を除き中日非関与。南海ホークス主催・京都開催の阪急ブレーブス主催の近鉄戦を含む）
- KBS京都制作。放送エリアの三重県・愛知県が近畿日本鉄道の営業エリアであり、一時期近鉄や三重交通、佐伯勇など近鉄関連企業、人物も三重テレビに出資していたことから近鉄グループのスポンサードネットで放送していた。時折ナゴヤ球場で近鉄主催ゲームが開催されることがあったが、こちらもKBS京都制作で放送された。

## 主な出来事

### 開局当初
- 1970年に（開局は1969年12月だったのでプロ野球中継はこの年から）、東海テレビが放映権を持ちながら全国ネット番組の編成で中継できなかった「中日vs巨人」の巨人6連覇が懸かった試合を三重テレビが中継した。また試合開始から終了まで完全生中継放送を実施されていることもあり、それを見るために東海3県の視聴者がUHFテレビアンテナを多数購入したという（当時中京広域圏において親局がアナログUHFである岐阜放送のテレビ放送開始が1968年8月、中京テレビの開局が1969年4月で、まだUHFアンテナが普及していなかった）。なおこの試合はサンテレビなど、一部独立局・地方局にもネットされた[7]。
- 1981年には2軍戦の「ジュニアオールスター」がナゴヤ球場で行われ、関東地区には東京12チャンネル、関西地区にはサンテレビ、KBS京都など、一部地方局に放送された（当時、東京12チャンネルは独立広域局で、純粋な系列局がなかったため。これ以外でも中日主管試合で、東海テレビが制作を担当しながら放送できずに、三重テレビに放映権を委託した試合について、1981年ごろまで東京12チャンネルに、それ以後も千葉テレビ、テレビ神奈川など関東の独立県域局にネットした試合も多数ある）[7]。
- かつては中日新聞と中日スポーツにおいて、当時数社が商品として発売していた三重テレビ専用の受信アンテナ及び専用ブースターと、当番組とがタイアップした形の広告が、年に数回の割合で掲載された。

### 2006年
- 3月12日（日）：オープン戦の対楽天戦（14:00試合開始、ナゴヤドーム）を15:00 - 15:55（解説:藤波行雄〈当時〉、実況:吉村功〈当時〉、リポーター:武井正晴〈当時〉）に放送。
- 10月4日（水）･6日（金）：中日が優勝目前となったため、『J SPORTS STADIUM』（J SPORTS）で放送されている試合を同時ネットで放送。

### 2007年
- 5月27日の交流戦の対日本ハム戦（ナゴヤドーム）の生中継は『J SPORTS STADIUM』（J SPORTS）との同時ネットで放送。J SPORTSとの同時ネットでの放送は、2006年10月4日･6日の対広島戦以来となる。この試合はNHK BS1でも放送された。

### 2008年
- 9月28日（日）は中部日本放送制作による、対巨人戦（解説:高木守道（当時）、実況：伊藤敦基（当時）、リポーター:西村俊仁）を放送したが、編成上の都合で18:00 - 19:00・20:55 - 21:50での変則的な放送となった。スコア表示は『J SPORTS STADIUM』の中日戦で中部日本放送･東海テレビ制作時に使用するナゴヤドームのコンコースモニター用を使用。当初は生中継せず、通常番組を放送し、25:50 - 27:00での録画放送を予定していたが、放送機器メンテナンスのため25:55で放送終了となったためである。18:00 - 19:00は生中継だったが、20:55 - 21:50は録画中継での放送（5回表･8回裏･9回表･ナゴヤドーム最終戦の為、落合博満監督（当時）のファンへの挨拶の模様）となった。TBS系列のBS放送（BS-i（当時））･CS放送（TBSニュースバード（当時）、TBSチャンネル）では放送せず[8]、J SPORTSが別出演者（解説:木俣達彦（当時）、実況:高田寛之）で中継。

### 2009年
- 4月5日（日）：開幕3戦目の対横浜戦（18:30 - 21:55）を中継。通常は中部日本放送が担当するが、TBSテレビ制作の全国ネット特番『DOORS』が19:00 - 23:25に編成された関係で差し替え不可能となり、三重テレビに中継権を譲って放送。ナゴヤドームで金曜開幕の場合、金曜は東海テレビ・土曜はテレビ愛知or東海テレビ・日曜は中部日本放送となるケースが多く、レアなケースであった。
- この年にTBSテレビが19:55まで放送する全国ニュース『総力報道!THE NEWS』がスタートし、ローカル報道番組『イッポウ』も『総力報道!THE NEWS』を内包した3時間枠（16:50 - 19:55）に拡大した影響で差し替えが難しくなり、中部日本放送放映分合計7試合を譲り受けての放送。
  - 4月29日（水曜）･4月30日（木曜）の対ヤクルト戦[9]を2日間連続で放送し、5月27日の交流戦の対楽天戦[10]、8月5日の対阪神戦[11]、8月23日・9月18日の対横浜戦[12][13]の合計7試合が中部日本放送から中継権を譲り受けての放送。
- 8月15日の対ヤクルト戦は東海テレビで放送予定だったが、フジテレビ系列で19:00 - 20:54に『女子バレーボールワールドグランプリ2009 日本×韓国 』を中継した関係で三重テレビでの振替放送となった。
- 9月9日：ナゴヤドームで行われた「中日2軍vs茨城ゴールデンゴールズ」の試合を生中継。通常の中継とは違い、全編自社制作で生中継（スコア表示は高校野球中継仕様を使用）。解説は藤波を起用し、実況は元東海ラジオアナウンサーで前年まで三重テレビの情報番組「ワクドキ!元気」に出演していた松原敬生、リポーターに「-元気」で共演した同じく元東海ラジオの相羽としえが起用された。

### 2010年
- 変則的な放送が多かった2009年に比べ、中部日本放送が『総力報道!THE NEWS』（18:00 - 19:55）の終了によって中継開始が19:00に戻り、木曜のローカル枠が2時間に拡大かつテレビ愛知の中日主催試合の中継が7試合に増加したに加え、週末･祝日の試合をデーゲームで行ったことなどから、東海テレビ、中部日本放送、テレビ愛知の編成の都合による放映権譲渡が少なかった。
- 中日主催試合は水曜日･金曜日の計6試合（豊橋市民球場での地方開催1試合を含む）を中継。

### 2011年
- 中日主催試合は7試合放送。
- 3月25日の対広島戦は、開局史上初の開幕戦中継の予定だったが、東日本大震災の影響で試合中止となった。また震災の影響で、6月頃までは三重テレビナイター全体の中継予定が発表していなかった。
- 7月20日は東京ドームの「日本ハムvs楽天」（GAORA、東京ケーブルネットワーク、日本ハム球団共同制作）を放送。
- 8月19日の対広島戦は東海テレビで放送予定だったが、フジテレビ系列で19:00 - 21:24に『東日本大震災復興支援チャリティーマッチ 「なでしこジャパン対なでしこリーグ選抜」』を急遽放送することとなった為、三重テレビでの振替放送となったが、編成の都合で放送開始が19時からとなった。

### 2012年
- 中日主催試合は浜松球場での主催試合を含め7試合放送。サンテレビから阪神対中日を3試合、TOKYO MXからヤクルト対中日を3試合、テレ玉から西武対中日を1試合ネット受けし、合計で中日戦を14試合放送。
- 中日の絡まない阪神戦を7試合放送（阪神ビジター戦含めてすべてサンテレビのネット受け）。このほかに中日ホームの阪神戦が2試合、阪神ホームの中日戦が3試合放送のため、合計で阪神戦を12試合放送。
- 8月8日の対広島戦は東海テレビで放送予定だったが、生放送の『FNSうたの夏まつり』が19:00 - 23:08に編成されたため三重テレビでの振替放送となった。当初は7日、9日は三重テレビでの中継だったため、3試合連続での放送になった。

### 2013年
- 中日主催試合は6試合放送。このほかサンテレビから対中日戦を3試合、テレ玉から交流戦の対西武戦を1試合ネット受けし、合計で中日戦を10試合放送。なおこの年からナゴヤドームでの試合に関してその日の最大延長時間を超える場合、第2チャンネル(072チャンネル)での延長中継が始まった。
- 中日の絡まない阪神戦を7試合放送（阪神ビジター戦含めてすべてサンテレビのネット受け）。このほかに中日ホームの対阪神戦が1試合、阪神ホームの中日戦が3試合放送のため、合計で阪神戦を11試合放送。
- またテレ玉から西武対巨人が1試合ネットされる。テレ玉からの同カードのネット受けは2008年以来。

### 2014年
- 中日主催試合は7試合放送。このほかサンテレビから対阪神戦を3試合、チバテレから交流戦の対ロッテ戦を2試合ネット受けし、合計で中日戦を12試合放送。前年同様、ナゴヤドームでの試合に関しては第2チャンネル(072チャンネル)で延長放送を行う。またチバテレからのネット受けは2011年以来3年ぶり（2012、2013年は土日デーゲームだったため）。
- 中日の絡まない阪神戦を6試合放送（すべてサンテレビのネット受け）。このほかに中日ホームの阪神戦が1試合、阪神ホームの中日戦が3試合放送のため、合計で阪神戦を10試合放送。
- またテレ玉から西武対巨人が2試合ネットされる。テレ玉からのネット受けは2年連続。
- 7月1日の対DeNA戦（石川県立野球場）はCBCテレビで放送予定だったが、19:00 - 22:48に『極限サバイバル ジャングル!無人島!灼熱砂漠!極寒地帯で100時間生き残れ』を放送した関係で、三重テレビでの放送となった。この試合は2009年以来のCBCテレビ制作（解説：藤波〈当時〉、実況：久野誠〈当時〉、リポーター：宮部和裕）かつ、J SPORTSとの同時ネットでの放送となり、スコア表示はJ SPORTS仕様を使用した（「野球好き」ロゴは省略）。
- 8月13日の対DeNA戦では藤波に加えて、フジテレビ解説者の高木豊が出演した。東海テレビ制作三重テレビナイターで、ダブル解説かつフジテレビからの派遣があるのは非常に珍しい。

### 2015年
- 中日主催試合は6試合放送。このほかサンテレビから対中日戦を3試合、チバテレから交流戦の対ロッテ戦を3試合ネット受けし、合計で中日戦を12試合放送。前年同様、ナゴヤドームでの試合に関しては第2チャンネル(072チャンネル)で延長放送を行う。
- 中日の絡まない阪神戦を7試合放送（6試合は阪神ビジター含めサンテレビからのネット受け、西武対阪神はテレ玉からのネット受け）。阪神ホームの中日戦が3試合放送のため、合計で阪神戦を10試合放送。
- またテレ玉から西武対楽天戦1試合をネット。
- 9月19日の対広島戦はCBCテレビ制作（解説:藤波〈当時〉・実況:塩見啓一:リポーター・宮部和裕）で放送したが、放送時間は編成の都合で18:30開始となった。 J SPORTSは別出演者（解説:井上一樹〈当時〉・小田幸平〈当時〉・実況:石原敬士）で放送。

### 2016年・2017年
- 藤波が母校の静岡県立静岡商業高等学校野球部コーチに就任するため卒業、この年から鹿島忠が解説を担当している。
- 2016年7月18日（月曜）にはサンテレビ制作の阪神対巨人戦を同時ネットで放送。当日は関西テレビ〈フジテレビ系列〉でも放送されたが、ゴールデンタイムに『2016 FNSうたの夏まつり』（11:45 - 16:50・17:20 - 21:00・22:00 - 23:24）が編成された関係で生中継出来ず、当日深夜の録画中継で放送となった。BS放送はNHK BS1が自社制作（映像はTigers-ai制作分も利用）で、CS放送はテレ朝チャンネル2がTigers-ai制作で放送。
- 2016年8月26日（金曜）、2017年4月6日（木曜）の対広島戦は東海地区では本番組が中継する一方、広島県ではテレビ新広島が東海テレビ経由での映像提供を受けて、広島からのオフチューブ中継（解説は何れも山内泰幸が、実況は2016年8月26日＝深井瞬・2017年4月6日＝青坂匠（当時）が各々担当）で放送した。これ以降、これまではネット受けが中心だった東海テレビでの放送時にも広島からのオフチューブ実況への差し替えが増加した[14]。

### 2018年
- 4月5日（木曜）に2008年9月28日[15]以来10年ぶりに対巨人戦を放送（解説:鹿島忠・実況:小田島卓生・リポーター:森脇淳）。平日ナイターの対巨人戦は東海テレビ（火曜・木曜・金曜）・CBCテレビ（水曜）・テレビ愛知（火曜）のどちらかで放送されるが、この日東海テレビでは、『奇跡体験!アンビリバボー春満開!アニマル映像3時間SP!』（19:00 - 21:48）、CBCテレビでは『プレバト才能ランキング』（19:00 - 20:00）、『ぶっこみジャパニーズ11』（20:00 - 23:07）が編成されたため、三重テレビでの中継が実現したもの。衛星波はJ SPORTSが別出演者(解説:鈴木孝政・金村義明、実況:熊谷龍一)で放送した。この日は中日の松坂大輔投手（当時）が移籍後初登板初先発試合となり、地上波は三重テレビのみの放送となったため、この日朝から「どうやったら三重テレビを見ることができるのか」との問い合わせが、通常の倍近い数十件あった[16]という、ちなみにどの試合を中継するかも東海テレビに委ねているため、5日の試合が当たったのは「たまたま」であり、後に松坂投手の初先発の試合だと知って驚いており、渡辺友和編成部副部長は「いい試合を放送させていただいて光栄です」と話している。ビデオリサーチによると、三重テレビの視聴率は公表の対象外という。
- 8月23日（木曜）の対阪神戦は東海テレビが放送権を持っていたが、19:00 - 21:48に『奇跡体験!アンビリバボー真夏のミステリー3時間SP!』を放送したため、三重テレビでの振替放送となったが、ローカル情報番組『とってもワクドキ!』との兼ね合いで19：00からの放送となった。
- 9月25日（火曜）に対ヤクルト戦を放送したが、ローカル情報番組『とってもワクドキ!』との兼ね合いで19：00からの放送となった。元々は7月6日に開催予定だったのが大雨の影響によるヤクルトの用具運搬車に到着遅延が発生し、開催が難しく中止が決まったためこの日に開催。当初は地上波放送がなく、NHK BS1・J SPORTSのみで放送予定だったが、当日はNHK BS1は編成の都合で放映権を返上し、東海テレビ･CBCテレビでも中日のBクラスが確定した事や編成の都合で生中継はおろか深夜の録画中継の放送も見送られた。J SPORTSでは別出演者（解説・内藤尚行、湊川誠隆、実況・熊谷龍一）で放送。

### 2019年
- 4月・9月（各2試合）を除き、ほぼ毎月3試合ペースで年16試合放送。
- 中日主催（東海テレビ制作・委託放送）は毎月1試合ずつ行われた。原則として、21:45以後はマルチ編成のサブチャンネル「エムツー」に移行して放送した。
  - 4月4日　対広島戦（NHK BS1〈解説:和田一浩・今中慎二・実況:竹林宏〉でも並列放送）
  - 5月30日　対DeNA戦
  - 6月21日　対日本ハム戦
  - 7月26日　対DeNA戦
  - 8月30日　対ヤクルト戦
  - 9月13日　対阪神戦（サンテレビは自社の出演者〈解説:掛布雅之・山本昌・実況:濱野圭司・リポーター:湯浅明彦〉による別制作で放送）
- このほか中日ビジター3試合（対阪神戦2試合・対ロッテ戦1試合）、中日が関与しない7試合（阪神主催5試合、ヤクルト・西武主催各1試合）が放送された。

### 2020年
- 中日主催試合及びビジターゲームは以下の試合を放送。

中日主催試合（何れもNHK BS1でも並列放送された）
- - 7月16日（金）対DeNA戦
  - 9月3日（木）･10月30日（金）対広島戦

ビジターゲーム
- - 7月17日（金）･10月1日（木）･27日（火）対阪神戦
- 中日が関与しない試合は以下の試合を放送。
  - 7月30日（木）ヤクルト×阪神
  - 8月14日（金）阪神×広島（京セラドーム大阪）
  - 9月1日（火）阪神×ヤクルト
  - 9月11日（金）阪神×広島

### 2021年
- 中日主催試合及びビジターゲームは以下の試合を放送。

中日主催試合
- - 7月2日（金）・9月12日（日）・10月13日（水）対ヤクルト戦
  - 9月3日（金）対DeNA戦
  - 10月7日（木）対広島戦

ビジターゲーム
- - 4月2日（金）･5月11日（火）･8月31日（火）対阪神戦
  - 6月11日（金）対西武戦
- 中日が関与しない試合は以下の試合を放送。
  - 4月30日（金）阪神×広島
  - 5月27日（木）阪神×ロッテ
  - 6月23日（水）ロッテ×ソフトバンク
- 9月12日の対ヤクルト戦は、三重県知事選挙の選挙速報を挿入するため18:30 - 19:59、20:30 - 21:52に分割して放送された。

### 2022年
- 中日主催試合及びビジターゲームは以下の試合を放送。

中日主催試合
- - 4月14日（木）対阪神戦
  - 4月29日（金・祝）対広島戦（テレビ新広島でも東海テレビ経由で映像の提供を受け、独自の実況に差し替えて放送）
  - 5月26日（木）対西武戦
  - 8月5日（金）･9月13日（火）対DeNA戦

ビジターゲーム
- - 7月15日（金）･16日（土）･8月12日（金）･9月11日（日）対阪神戦
  - 6月7日（火）・6月8日（水）対ロッテ戦
- 同年は、中日が関与しない試合は放送しない。
- 9月21日の対ヤクルト戦（バンテリンドームナゴヤ）は他局が放映権を持つ試合を予備日に組み込んだため、三重テレビでは放送されなかった。元々は7月12日の振替試合で、放映権を持っていた東海テレビは編成の都合で放映権を返上し、NHK BS1でも中継されなかったため、中日主催試合としては異例の地上波・無料BS放送での中継なしとなった（JSPORTSの生中継は行われた）。
  - 　同様に9月23日の対巨人戦（バンテリンドームナゴヤ）も7月22日開催予定分（巨人の新型コロナウイルス陽性判定者の拡大により[17]中止）の振替試合で、放映権を持っていた東海テレビは編成上の都合で放映権を返上したが、BS放送はBSテレ東で放送された[18][19]。

### 2023年
- 中日主催試合及びビジターゲームは以下の試合を放送。

中日主催試合
- - 4月21日（金）対阪神戦
  - 5月26日（金）対DeNA戦
  - 6月2日（金）対オリックス戦
  - 7月5日（水）対巨人戦

ビジターゲーム
- - 5月4日（木・祝）･6月27日（火）･29日（木）･7月15日（土）･16日（日）･8月22日（火）対阪神戦
  - 6月7日（水）・8日（木）対西武戦
- 同年も中日が関与しない試合は放送しない。
- 5月4日の対阪神戦（阪神甲子園球場）は、三重テレビでは2006年のオープン戦以来のデイゲーム中継を行った。
- 072chの延長放送は実施されなかった。

### 2025年
- 中日主催試合及びビジターゲームは以下の試合を放送。

中日主催試合
- - 4月10日（木）対広島戦
  - 6月6日（金）対ロッテ戦
  - 8月15日（金）対DeNA戦
  - 9月3日（水）対阪神戦

ビジターゲーム
- - 4月11日（金）･7月15日（火）･17日（木）･8月19日（火）･9月14日（日）･15日（月・祝）･対阪神戦
  - 6月13日（金）対西武戦
- 同年も中日が関与しない試合は放送しない。
- 9月15日の対阪神戦（阪神甲子園球場）は、三重テレビでは2年ぶりのデイゲーム中継を行う。
- 本年は、全試合072ch（エムツー）での延長放送を実施する。

### 日本シリーズの中継
- 過去テレビ東京系列向けに全国中継された日本シリーズの試合が、普段テレビ東京の番組を同時配信しないKBS京都・サンテレビ（2007年まで）とともに、三重テレビにもネットされた。テレビ東京制作の日本シリーズ中継が放映されたのはこれまで2003年（第7戦）・2005年（第2戦）[20]・2006年（第4戦）・2007年（第2戦）・（第5戦）、2010年（第4戦）の5回にわたる[21]。

## 解説者
※ 東海テレビ制作・中継時の歴代解説者は、中を除き、全員が東海ラジオプロ野球解説者（専任・兼任含む）。藤波は2000年頃までフジテレビと、2008年まで東海ラジオと兼任。
現在
- 鹿島忠（東海テレビ・東海ラジオ・J SPORTS解説者兼）

過去
- 森下整鎮（正夫）
- 河村保彦（1985年 - 1992年は東海ラジオ兼任、1995年）
- 広野功
- 中利夫[22]
- 古葉竹識（東海テレビでの放送分もローカル中継のみ出演していた）
- 藤波行雄（元・三重スリーアローズコーチ→監督代行[23]）
- 平野謙〔現・群馬ダイヤモンドペガサス監督。（過去に東京MXテレビ制作の年2試合程中継した明治神宮野球場からのヤクルト戦の解説も担当）。北海道日本ハムファイターズのコーチに就任する2005年まで不定期ながら出演していた〕
- 仁村徹 (2019年。現・中日ドラゴンズ球団職員)
- この他、森本潔など東海ラジオの解説者が出演する場合もあった。
- 1970年代には、対阪神戦でサンテレビから解説者の派遣を受けたことがあった。

## 実況&リポーター担当
東海テレビ制作で担当するアナウンサーは、いずれも東海テレビスポーツアナウンサー。（ごく一時期、ナゴヤ球場を本拠地としていた時代に三重テレビのアナウンサーがレポーターで担当した試合があった）なおビジターゲームを中継する際、東海テレビ・三重テレビからは一切ドラゴンズベンチ担当リポーターは派遣されていない。
現在
- 斉藤誠征
- 小田島卓生
- 加藤晃
- 高橋知幸

過去
- 吉村功（定年後も実況アナとして登場することがあった）
- 植木圭一
- 宗宮修一
- 武井正晴
- 森脇淳

など

## その他
放送時間・早期終了対応など
- 当番組の放送開始は、通常18:00から（週末は編成の都合で、18:30又は18:45、19:00からになることもある）、放送終了時間は最大延長でも21:50頃となる。試合が早く終了した場合は、テレビショッピングや、普段番組との合間合間で放送している番組（Music Spot）の拡大版を放送したり、三重県の各市町村の紹介を交えた風景映像を流すこともある。原則的にナイターで中止になった番組は代行放送は無い。
  - かつてはプレイボール時点から中継映像が流れていたが、近年では番組開始後、中継に入る前にCMを流している。
  - また前述のとおり、かつては試合終了までの完全中継を行ってきたが、現在では最大延長の時間を定め、その時間が来たら中継を打ち切る体制をとっている。ただし、2013年よりドラゴンズ戦は、ナゴヤドームなどでの主催試合に限り、最大延長時間を越えた場合、第2チャンネル(072チャンネル)で延長放送を行う。主催試合でない場合は最大延長時間まで中継し第2チャンネルでは延長放送を行わない。
  - ドラゴンズ戦以外の試合は、2020年から21:06（実質的には21:00）で中継を打ち切っている。
  - tvk、チバテレ、テレ玉のように第2チャンネルから中継を始めたことはない。
  - 朝日放送テレビの一部の試合（水曜日のナイター）では、同局が制作しサンテレビにリレー中継（かっては、トップ＆リレー中継）を行っているが、三重テレビでは、同局とエリアが重なる在名局とのトップ＆リレー中継やリレー中継は行ったことはない。
  - 2023年は第2チャンネルの延長放送は行わなかったが2024年は2年ぶりに延長放送（最大延長23:15まで）を行う[24]。

CMについて
- 長年三重テレビが行っている独自の試みとして、字幕スーパーにスポンサーが付けられており、ホームラン（「ホームランスーパー」）や追加点（「得点スーパー」、2010年はスポンサーなし、共にスポンサーは別）が入ると、スーパーと共にスポンサー名が表示される。以前はスーパーの上にスポンサー名が被ることが多くあったが、現在は画面上部に表示している。なお、ホームランのスーパーとスポンサーの表示は三重テレビ側で送出している事もあり、他局制作でも表示される。

新聞テレビ欄における扱い
- ドラゴンズ戦の中継がある場合、当日の中日新聞朝刊三重版（伊賀版、紀州版を除く）と同夕刊のテレビ欄における三重テレビの番組表には、通常の表記（対戦カード・球場・解説・実況・リポーター）に加え「今後の放送予定」として、三重テレビが中継する予定の試合が列記されている（恐らく他局のように試合の見どころなどが記載されないため）。

その他
- プロ野球ニュース（地上波第2期）開始以前の1975年までは東海テレビで生中継できず三重テレビにて中継された中日球場→ナゴヤ球場での試合に限り東海テレビにて深夜の最終ニュース終了後に録画ハイライトが放送されていた。
- ドラゴンズのホームゲームの中継を実際に制作しているのは東海テレビだが、2017年まで制作著作は「三重テレビ」と表示され、東海テレビは「制作協力」という形で表示されていた。2018年は中日ドラゴンズと東海テレビが連名で制作著作、三重テレビが制作協力という扱いに変わっている。